# Macoma middendorffi
Macoma middendorffi är en musselart som beskrevs av Dall 1884. Macoma middendorffi ingår i släktet Macoma och familjen Tellinidae. Inga underarter finns listade i Catalogue of Life.